# Sophie Tasma
Pour les articles homonymes, voir Tasma et Anargyros.
Sophie Tasma (née le 11 avril 1957 à Paris où elle est décédée le 28 octobre 2004) est une journaliste artistique et écrivaine française qui a également utilisé les signatures Sophie Anargyros et Sophie Tasma-Anargyros.
Dans le cadre de ses activités journalistiques, elle a écrit ou participé à plusieurs ouvrages consacrés au design et à l'architecture à partir du début des années 1980. De 1993 à sa mort, elle écrit également onze ouvrages de littérature jeunesse publiés par L'École des Loisirs et trois romans tout publics publiés par Gallimard et les Éditions de l'Olivier. Deux d'entre eux ont été adaptés en téléfilms par Alain Tasma et elle a écrit les scénarios de deux autres téléfilms.

## Biographie
Née en 1957, dans une famille d'exilés, Sophie Tasma grandit à la campagne.  Après des études de lettres modernes, elle devient journaliste artistique spécialisée dans le design et l'architecture contemporains, ce qui la conduit à écrire plusieurs ouvrages (sous le nom « Sophie Anargyros » dans les années 1980) dont des monographies consacrées à Andrée Putman et Philippe Starck. 
Au début des années 1990, elle se met à signer ses ouvrages « Sophie Tasma-Anargyros », puis simplement « Sophie Tasma », et se lance dans la fiction. Elle devient une collaboratrice régulière de l'éditeur jeunesse L'École des loisirs, qui publie onze de ses ouvrages de 1993 à 2004. Sophie Tasma écrit également trois romans tout public « très prometteurs » publiés par Gallimard (Une place sur terre, 1994) et les Éditions de l'Olivier (Désolation et destruction, 1997 et Perdus, 2003). 
Désolation et Destruction, bien accueilli par la critique,, « remarqué pour sa manière d'explorer, sans aucun sentimentalisme, les relations familiales », figure dans la deuxième sélection du prix Fémina,, et Tasma en écrit une adaptation en téléfilm réalisée par Alain Tasma et diffusée sous le titre Ça s'appelle grandir par France 2 en 2002. Elle écrit ensuite deux autres téléfilms réalisés par Olivier Péray (La Vie quand même, diffusé en 2003) et Pascale Bailly (Adrien, diffusé en 2008).
Sophie Tasma meurt en 2004 d'un cancer.

## Œuvres

### Littérature jeunesse
- Les Pieds nus (ill. par Mette Ivers), Paris : L'École des loisirs, coll. « Mouche », 1993  (ISBN 2211037488).
- Je viens avec toi (ill. par Mette Ivers), Paris : L'École des loisirs, coll. « Mouche », 1994  (ISBN 2211029043).
- Le Secret de Camille (ill. par Mette Ivers), Paris : L'École des loisirs, coll. « Mouche », 1994  (ISBN 2211020852).
- Emma, Paris : L'École des loisirs, coll. « Médium », 1995  (ISBN 2211031609). Adapté pour la télévision par Alain Tasma en 2012.
- Le Chat Pruc (ill. par Anaïs Vaugelade), Paris : L'École des loisirs, coll. « Mouche », 1996  (ISBN 2211035949).
- Celui qui savait tout, Paris : L'École des loisirs, coll. « Neuf », 1997  (ISBN 2211043879).
- Qui perd gagne (ill. par Anaïs Vaugelade), Paris : L'École des loisirs, coll. « Mouche », 1998  (ISBN 2211047645).
- Mon premier jour d'amour, Paris : L'École des loisirs, coll. « Médium », 1999  (ISBN 2211054846).
- Basile, l'enfant qui se transformait en lézard (ill. par Anaïs Vaugelade), Paris : L'École des loisirs, coll. « Mouche », 2000  (ISBN 2211056679).
- Frère et Sœur, Paris : L'École des loisirs, coll. « Neuf », 2004  (ISBN 2211071759).
- Louise croit encore aux fées, Paris : L'École des loisirs, coll. « Neuf », 2004  (ISBN 2211071627).

### Fictions tout public
- Une place sur la terre, Paris : Gallimard, coll. « Blanche », 1994  (ISBN 2070737675). Sous le nom « Sophie Tasma Anargyros ».
- Désolation et Destruction, Paris : Éditions de l'Olivier, 1997  (ISBN 2879291410). Deuxième sélection du prix Fémina du romain français 1997[6]. Adapté pour la télévision par Alain Tasma sous le titre Ça s'appelle grandir en 2002.
- Perdus, Paris : Éditions de l'Olivier, 2002  (ISBN 2879293499)[8].
- « Mira » (d'après Dominique A), dans Tout sera comme avant, Paris : Verticales / Le Seuil, 2004  (ISBN 2843351987).

### Essais
- Le Mobilier français, 1980, Paris : Éditions du Regard, coll. « Intérieurs », 1984  (ISBN 2903370117). Sous le nom « Sophie Anargyros ».
- Le Style des années 80 : Architecture, décoration, design, Paris : Rivages, coll. « Rivages-Styles », 1986  (ISBN 2869300328). Sous le nom « Sophie Anargyros ».
- (en) Andrée Putman (trad. Sue Rose), Londres : L. King, 1993  (ISBN 1856690318). Sous le nom « Sophie Tasma-Anargyros ».
  - Andrée Putman, Paris : Norma, 1997  (ISBN 2909283283). Sous le nom « Sophie Tasma-Anargyros ».
- Martine Bedin : Les Quatre Maisons et autres projets, Bordeaux : Confluences, 1996  (ISBN 291055029X). Sous le nom « Sophie Tasma-Anargyros ».
- Et si on remettait les compteurs à zéro ? : Hypothèses pour des futurs probables (avec Frédéric Loeb sous la dir. de Gérard Laizé, Besançon : Les Éditions de l'imprimeur, 1997  (ISBN 2910735176).

## Filmographie

### Court-métrage
- Jours de vagues, réalisé par Alain Tasma, 1988. Scénario avec Alain Tasma sous le nom Sophie Anargyros.

### Téléfilms
- Ça s’appelle grandir, réalisé par Alain Tasma (série Regards d'enfance), France 2, 2002. Scénario d'après son roman Désolation et destruction.
- La Vie quand même, réalisé par Olivier Péray (série Carnets d'ados), M6, 2003. Scénario.
- La Surprise, réalisé par Alain Tasma et écrit par Dominique Garnier, France 2, 2007. Idée originale.
- Adrien, réalisé par Pascale Bailly, France 2, 2008. Scénario.
- Emma, réalisé par Alain Tasma, écrit par lui-même et Pascale Breton, France 2, 2011. D'après son roman homonyme.

### Documentation
- Josyane Savigneau, « Sophie Tasma, romancière et journaliste », Le Monde,‎ 6 novembre 2004 (lire en ligne).
- Sophie Tasma (interviewée par ?), « Entretien avec Sophie Tasma Anargyros », dans Liliane Messika (dir.), Imagin'aires de jeux : L'Enfant, le Jeu, la Ville, Paris, Autrement, coll. « Mutations » (no 193), 2000 (ISBN 2862609927), p. 138-143.